# Johan Harald Kylin

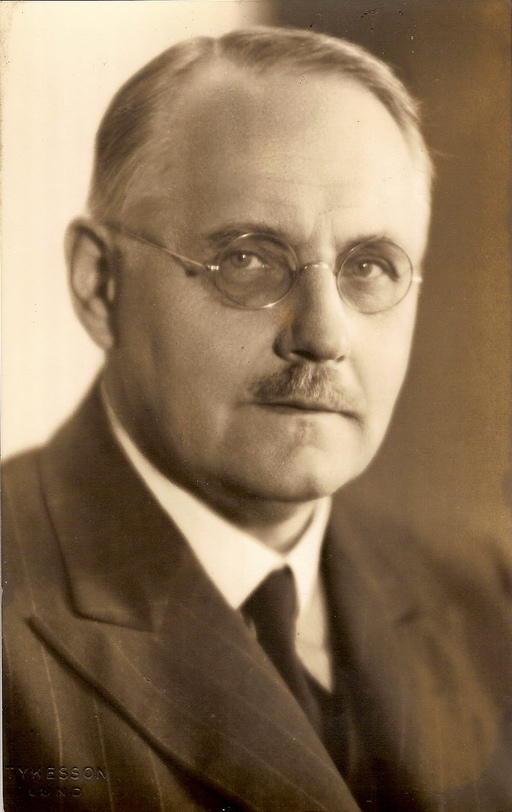
Johan Harald Kylin

Johan Harald Kylin (Ornunga, 5 februari 1879 – Lund Cathedral parish, 16 december 1949) was een hoogleraar in de plantkunde.
In 1907 verdedigde hij zijn proefschrift Studien über die Algenflora der schwedischen Westkuste. Zijn grootste wetenschappelijke bijdrage leverde hij op het gebied van rode algen, waar hij zijn hele leven in geïnteresseerd bleef. Hij publiceerde belangrijke monografieën over drie groepen van rode algen. Toen hij met emeritaat was schreef hij nog drie werken over respectievelijk rode algen, bruinwieren en groenwieren aan de Zweedse westkust. Zijn omvangrijkste werk is Die Gattungen der Rhodophycéen, wat hij tijdens de Tweede Wereldoorlog voltooide, maar door de oorlogsomstandigheden niet uitgegeven kon worden. Het werk werd postuum gepubliceerd in Zweden in 1956.
De standaardafkorting Kylin wordt gebruikt voor het citeren van deze auteur bij het noemen van een botanische naam.
- Bibsys: 90724726
- Author citation (botany): Kylin
- CiNii: DA06857120
- Gemeinsame Normdatei: 117718998
- International Standard Name Identifier: 0000 0000 8270 0000
- Library of Congress Control Number: n85809878
- Nationale Bibliotheek van Tsjechië: mub2018991575
- Nationale bibliotheek van Australië: 35206559
- Nationale Bibliotheek van Israël: 987007278610605171
- Nederlandse Thesaurus van Auteursnamen: 070927596
- LIBRIS: 249921
- Système universitaire de documentation: 110819128
- Museum of New Zealand Te Papa Tongarewa: 29412
- Trove: 864896
- Virtual International Authority File: 77100596
- WorldCat: E39PBJfRH63FPTB8qXjGMbMByd